# Війницька сільська рада (Млинівський район)
Ві́йницька сільська́ ра́да — колишній орган місцевого самоврядування у Млинівському районі Рівненської області. Адміністративний центр — село Війниця.

## Загальні відомості
- Війницька сільська рада утворена в 1545 році.
- Територія ради: 21,6 км²
- Населення ради: 788 осіб (станом на 2001 рік)

## Населені пункти
Сільській раді були підпорядковані населені пункти:
- с. Війниця
- с. Баболоки

## Склад ради
Рада складалася з 14 депутатів та голови.
- Голова ради: Пуцак Михайло Володимирович
- Секретар ради: Михайлова Ірина Микоалївна

### Керівний склад попередніх скликань
| Прізвище, ім'я, по батькові    | Основні відомості                                                                                   | Дата обрання | Дата звільнення |
| ------------------------------ | --------------------------------------------------------------------------------------------------- | ------------ | --------------- |
| Пилипчук Євгенія Володимирівна | Сільський голова, 1966 року народження, Всеукраїнське об'єднання «Батьківщина»                      | 26.03.2006   | 01.02.2008      |
| Пуцак Михайло Володимирович    | Сільський голова, 1975 року народження, освіта незакінчена вища, член Соціалістичної партії України | 01.06.2008   | 31.10.2010      |
| Пуцак Михайло Володимирович    | Сільський голова, 1975 року народження, освіта незакінчена вища                                     | 31.10.2010   |                 |

Примітка: таблиця складена за даними сайту Верховної Ради України